# Uvaprovinsen

Provinsens läge på Sri Lanka

Uva (singalesiska: ඌව පලාත Uva Palata) är en provins i Sri Lanka med en befolkning på cirka 1 187 000 invånare.
Provinshuvudstad är Badulla.

## Administrativ indelning
Provinsen är indelad i två distrikt.
- Badulla
- Moneragala